# Умершие в июне 2008 года
Это список известных людей, соответствующих установленным критериям значимости (см. Википедия:Критерии значимости персоналий), умерших в июне 2008 года.
Причина смерти указывается лишь в исключительных случаях (убийство, самоубийство, гибель в результате военных действий, смертная казнь, ДТП или несчастные случаи). В остальных случаях — не указывается.

## Список
- 1 июня — Лапид, Йосеф (Томи) (77) — израильский журналист, писатель и политик, один из руководителей мемориального комплекса Яд ва-Шем; рак[1].
- 1 июня — Сен-Лоран, Ив (71) — французский модельер, законодатель мод в 60-х — 70-х годах XX века; рак[2].
- 1 июня — Василькова, Зоя Николаевна (82) — советская и российская актриса.[www.kino-teatr.ru/kino/acter/w/post/703/bio/]
- 2 июня — Бо Дидли (79) — американский певец и гитарист, пионер рок-н-ролла[3]
- 2 июня — Титов, Анатолий Александрович (84) — старший подрывник Орджоникидзеградского партизанского отряда имени Виноградова Дятьковской партизанской бригады Брянской области, Герой Российской Федерации (1994)[4].
- 2 июня — Мел Феррер (90) — американский актёр и режиссёр, муж Одри Хепбёрн[5].
- 2 июня — Бо Дидли (79) — американский певец и гитарист, пионер рок-н-ролла[3]
- 3 июня — Павел (Бандали) (79) — ливанский церковный деятель[6].
- 3 июня — Герчик, Михаил Наумович (75) — русский и белорусский советский писатель и поэт.
- 3 июня — Романов, Григорий Васильевич (85) — первый секретарь Ленинградского обкома КПСС (1970—1983), член Политбюро ЦК КПСС[7].
- 4 июня — Иван Герасимов (86) — русский советский военачальник, генерал армии, политический деятель Украины, Герой Украины (1999).
- 4 июня — Мруз-Ольшевская, Агата (26) — чемпионка Европы по волейболу.[8]
- 6 июня — Ференц Шанта — венгерский романист и сценарист.
- 7 июня — Александр Болбас (96) — подполковник Советской Армии, участник советско-финской и Великой Отечественной войн, Герой Советского Союза.
- 7 июня — Ризи, Дино (91) — итальянский кинорежиссер, один из ведущих комедиографов Италии, обладатель премии Венецианского кинофестиваля Золотой лев 2002 года.[9]
- 8 июня — Есин, Николай Филиппович (78) — советский футболист, молдавский футбольный тренер[10].
- 8 июня — Шило, Николай Алексеевич (95) — академик РАН с 1970 года, крупнейший специалист по геологии в области золота и редких металлов[11].
- 9 июня — Асрян, Карен (28) — армянский гроссмейстер, чемпион Шахматной Олимпиады в Турине 2006 года; инфаркт[12].
- 9 июня — Будрис, Альгис (76) — американский фантаст, литературный критик и редактор; рак[13].
- 9 июня — Перепадя, Анатолий Алексеевич (72) — украинский переводчик; сбит автомобилем[14].
- 10 июня — Айтматов, Чингиз Торекулович (79) — выдающийся советский, киргизский и русский писатель; пневмония[15].
- 10 июня — Буранс, Интс (67) — латвийский актёр, Заслуженный артист Латвии («Мираж» и др. фильмы).[kino-teatr.ru/kino/acter/m/sov/605/bio/]
- 10 июня — Дилов, Любен (81) — болгарский писатель-фантаст[16].
- 10 июня — Калдыбаев, Ибрагим (90) — Полный кавалер ордена Славы.
- 10 июня — Виталий Рапопорт (71) — русский писатель еврейского происхождения.
- 10 июня — Мовсисян, Ваагн Владимирович (46) — армянский дипломат.
- 12 июня — Калинин, Анатолий Вениаминович (91) — известный советский и русский писатель, поэт, критик и публицист[17]..
- 13 июня — Аукштикальнис, Эустахиюс (75) — литовский кинокритик, журналист, актер, сценарист и драматург[18].
- 13 июня — Майклз, Трейси (34) — американский музыкант, барабанщик и основатель Голливудской глэм-панк группы Peppermint Creeps[19][20][21][22]..
- 14 июня — Кравец, Лазарь Исаакович (83) — советский футболист[23].
- 14 июня — Юрий Митропольский (91) — украинский математик, внёсший вклад в развитие асимптотических методов нелинейной механики, Герой Социалистического труда (1986), Герой Украины (2007).
- 15 июня — Уинстон, Стэнли (62) — американский создатель спецэффектов для голливудских блокбастеров (Терминатор, Парк Юрского Периода, Чужие, Хищник, Железный человек и другие)[24].
- 16 июня — Николай Павлов (91) — Герой Советского Союза.
- 17 июня — Миядзаки, Цутому (46) — японский серийный убийца, казнён[25].
- 17 июня — Трушников, Валерий Георгиевич (58) — российский политик, член Совета Федерации Федерального собрания[26].
- 17 июня — Чарисс, Сид (86) — американская актриса[27].
- 18 июня — Деланнуа, Жан (100) — французский режиссёр[28].
- 22 июня — Бехтерева, Наталья Петровна (83) — нейрофизиолог[29].
- 22 июня — Святогоров, Александр Пантелеймонович (94) — советский разведчик.
- 22 июня — Углов, Фёдор Григорьевич (103) — известный хирург[30].
- 22 июня — Джордж Карлин (71) — известный американский комик.
- 22 июня — Крынкин, Геннадий Яковлевич (71) — российский актер, Народный артист РСФСР[31].
- 23 июня — Печенюк, Василий Григорьевич (88) — младший лейтенант Советской Армии, участник Великой Отечественной войны, Герой Советского Союза.
- 24 июня — Гурвич, Леонид (90) — американский экономист, лауреат Нобелевской премии по экономике за 2007 год[32].
- 24 июня — Кузькин, Виктор Григорьевич (67) — советский хоккеист, заслуженный мастер спорта[33].
- 24 июня — Яунушанс, Алфредс (89) — советский и латвийский актёр, театральный режиссёр, театральный педагог.
- 25 июня — Казанская, Алла Александровна (88) — советская и российская актриса театра и кино, Народная артистка России[34].
- 25 июня — Либман, Борис Яковлевич (85) — советский инженер-химик, лауреат Ленинской премии.
- 26 июня — Абдурахманов, Надир Гамбар оглы (82) — выдающийся представитель азербайджанской живописи, народный художник Азербайджанской ССР, лауреат Государственной премии.
- 27 июня — Лебедев, Джон Дмитриевич (72) — советский и российский химик, поэт, мемуарист.
- 28 июня — Баронова, Ирина Михайловна (89) — балерина и киноактриса русского происхождения.
- 28 июня — Коршунова, Руслана Сергеевна (20) — известная топ-модель, лицо европейского журнала Vogue, выпала из окна[35].
- 28 июня — Пьянков, Анатолий Павлович (82) — Полный кавалер ордена Славы.
- 29 июня — Виноградов, Владимир Викторович (52) — президент Инкомбанка, один из первых олигархов в России[36].
- 30 июня — Май Митурич-Хлебников (83) — советский художник, народный художник РСФСР.
- 30 июня — Фурсенко, Александр Александрович (80) — российский историк, академик РАН[37].